# Francis Serrao
Francis Serrao SJ (ur. 15 sierpnia 1959 w Moodbidri) – indyjski duchowny rzymskokatolicki,w w latach 2014-2025 biskup Shimoga, od 2025 biskup Mysore. 

## Życiorys
Święcenia kapłańskie przyjął 30 kwietnia 1992 w zakonie jezuitów. Pracował jako dyrektor kilku jezuickich kolegiów o charakterze formacyjnym i społecznym. W 2009 wybrany przełożonym indyjskiej prowincji zakonnej.
19 marca 2014 otrzymał nominację na biskupa diecezji Shimoga. Sakry biskupiej udzielił mu 7 maja 2014 abp Salvatore Pennacchio. 15 sierpnia 2025 papież Leon XIV przeniósł go na urząd biskupa diecezji Mysore. 